# Cap Capricorne

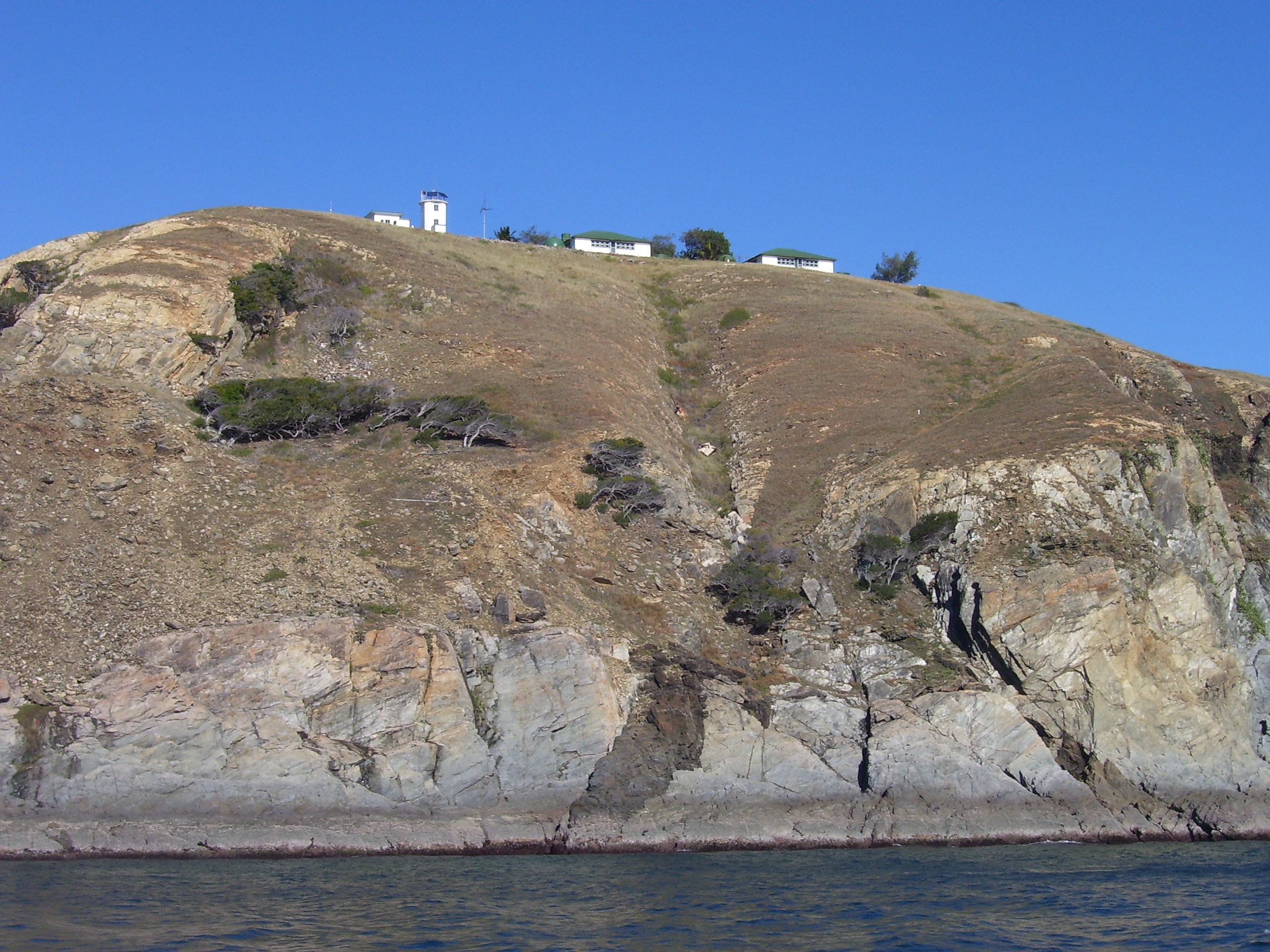
Cap Capricorne vu de la mer en 2007.

Le cap Capricorne est un cap équipé d'un phare situé sur Curtis Island, une île à peu près au centre de la côte est du Queensland en Australie.
Il doit son nom au capitaine Cook qui en passant dans la région s'aperçut que le cap était sensiblement situé au niveau du tropique du Capricorne.
Un premier phare fut construit sur l'île en 1875. Le phare actuel, datant de 1964, est le troisième du lieu. Il est entièrement automatisé. Haut de 7 mètres, à une altitude de 94 mètres, il a une portée de 16 milles nautiques (30 kilomètres).